# Родобрана
Родобрана (словац. Rodobrana, «Защита Родины») — полувоенная организация Словацкой Народной Партии в 1923—1927 годах.
Родобрана была основана в 1923 году по инициативе Войтеха Тука. Образцом для организации послужили отряды итальянских фашистов; задачей членов организации была охрана мероприятий Словацкой народной партии от нападений со стороны коммунистов. Структуры Родобраны действовали в Трнаве, Глоговеце и Нитре. В 1927 году чехословацкие власти приказали распустить Родобрану, но многие её члены продолжили работать в других структурах Словацкой народной партии.
В 1938 году по образцу Родобраны была создана Глинкова гвардия.